# Бой у побережья Листа
Бой у побережья Листа — морское сражение датско-шведской войны 1643—1645 годов между датским и голландско-шведским флотами, состоявшееся 16 мая 1644 года.

## Бой
Шведский фельдмаршал Леннарт Торстенссон был отправлен в декабре 1643 года из Германии на север, в Ютландию, что символизировало начало датско-шведской войны. После быстрого завоевания Ютландии шведы стали искать пути для переправы на датские острова. 5 апреля 1644 года Кристиан IV возглавил датскую морскую атаку из 11 кораблей на шведский Гётеборг. В то же время голландский финансист Луис де Геер по просьбе шведов использовал свои собственные средства для снаряжения флота в Нидерландах. Первоначально он состоял из 30 кораблей во главе с Маартеном Тийссеном. После того, как голландская эскадра помогла войскам Торстенссона на западном побережье Ютландии, король Кристиан 30 апреля снял блокаду Гётеборга и выдвинулся во главе флота вниз вдоль западного побережья Ютландии на поиски голландского флота. Кристиан встал на якорь у мелей Листа, пока Тийссен принимал солдат Торстенссона на борт.
Датский флот состоял лишь из 9 военных кораблей в общей сложности с 262 тяжёлыми орудиями на борту, ему противостоял объединённый шведско-голландский флот из 14 судов (в общей сложности 338 орудий). Это было единственное морское сражение в истории Дании, в котором флотом командовал лично король, Кристиан IV, на военном корабле «Trefoldigheden». Во время битвы погибло около 800 моряков.
Битва у Листа является важным событием в военной истории, показав, как специализированные военные корабли могут определить исход боя. Новые датские военные корабли с тяжелой артиллерией и тяжелой конструкции встретились с голландским флотом из 14 кораблей, переоборудованных из торговых судов, которые не могли эффективно противостоять военным суда. В ходе боя голландцы, превосходившие в численности, довольно скоро обнаружили собственную беспомощность против датских кораблей и отказались от боя. Голландский флот уцелел лишь потому, что датские корабли не могли идти по мелководью и были вынуждены перейти к блокаде. Король отбыл обратно в Копенгаген, когда на помощь голландцам выдвинулся флот адмирала Проса Мунда (1589—1644).